# 史考特·麥克里尼
史考特·麥克里尼（英語：Scott McNealy，1954年11月13日—），生於美國印地安納州哥倫布。他是昇陽電腦的共同創辦者之一，曾任執行長。2012年，創辦Wayin，成為董事會主席。

## 生平
史考特·麥克里尼大學畢業於哈佛大學，主修經濟學。之後取得斯坦福商学院工商管理碩士學位。